# Taibaishanus nankangensis
Taibaishanus nankangensis è un ragno appartenente alla famiglia Linyphiidae, endemico della Cina.

## Etimologia
L'epiteto specifico nankangensis si riferisce alla località tipo, Nankang, nel distretto di Longyang, nella provincia cinese dello Yunnan.

## Descrizione
Il maschio ha una lunghezza totale di 2,29 mm. Il cefalotorace è lungo 1,07 mm e largo 0,84 mm, di colore giallo; presenta un lobo cefalico a forma di tomba, alto 0,38 mm, con fossette cefaliche alla base del lobo; la fovea, i solchi cervicali e radiali sono distinti. Il clipeo è alto 0,24 mm. Lo sterno è più lungo che largo, cordiforme. Il labium è più largo che lungo. Le mascelle sono lunghe, con l'estremità distale larga e provvista di scopulae. I cheliceri hanno quattro denti promarginali e cinque retromarginali.  
La regione oculare è stretta, la fila anteriore di occhi (AER) è ricurva, la fila posteriore (PER) è dritta e leggermente più larga dell'AER. 
L'opistosoma è lungo 1,22 mm e largo 0,74 mm, ovale, grigio, con bande trasversali nere che si estendono posteriormente; il lato ventrale è nero grigiastro.
Il palpo maschile ha la patella più corta della tibia, ventralmente leggermente curva; la tibia ha due apofisi: l'apofisi tibiale dorsale a forma di lingua con estremità smussata e l'apofisi tibiale retrolaterale con lunghe spine, distalmente curvata e con la punta incisa. Il paracymbium è a forma di U, con la punta del braccio distale a forma di uncino. Il protegulum è membranoso, esteso in avanti. Il radix è leggermente curvo, più lungo che largo. L'apofisi della divisione embolare è sclerotizzata, lunga, apicalmente a forma di S. L'embolo è sinuoso, con la punta fine e sottile, formando un cerchio apicalmente.
La femmina è sconosciuta.

## Distribuzione
La specie è nota solo dalla località tipo, nel distretto di Longyang, nella provincia cinese dello Yunnan.

## Tassonomia
Questa specie è stata descritta sulla base di un esemplare maschile rinvenuto a Nankang, nella contea di Lonhyang, provincia dello Yunnan, in Cina, raccolto nel novembre 1998 tra i 2100 m di altitudine. L'olotipo è conservato presso l'Istituto di Zoologia dell'Accademia Cinese delle Scienze di Pechino.